# Startblock (Schwimmsport)

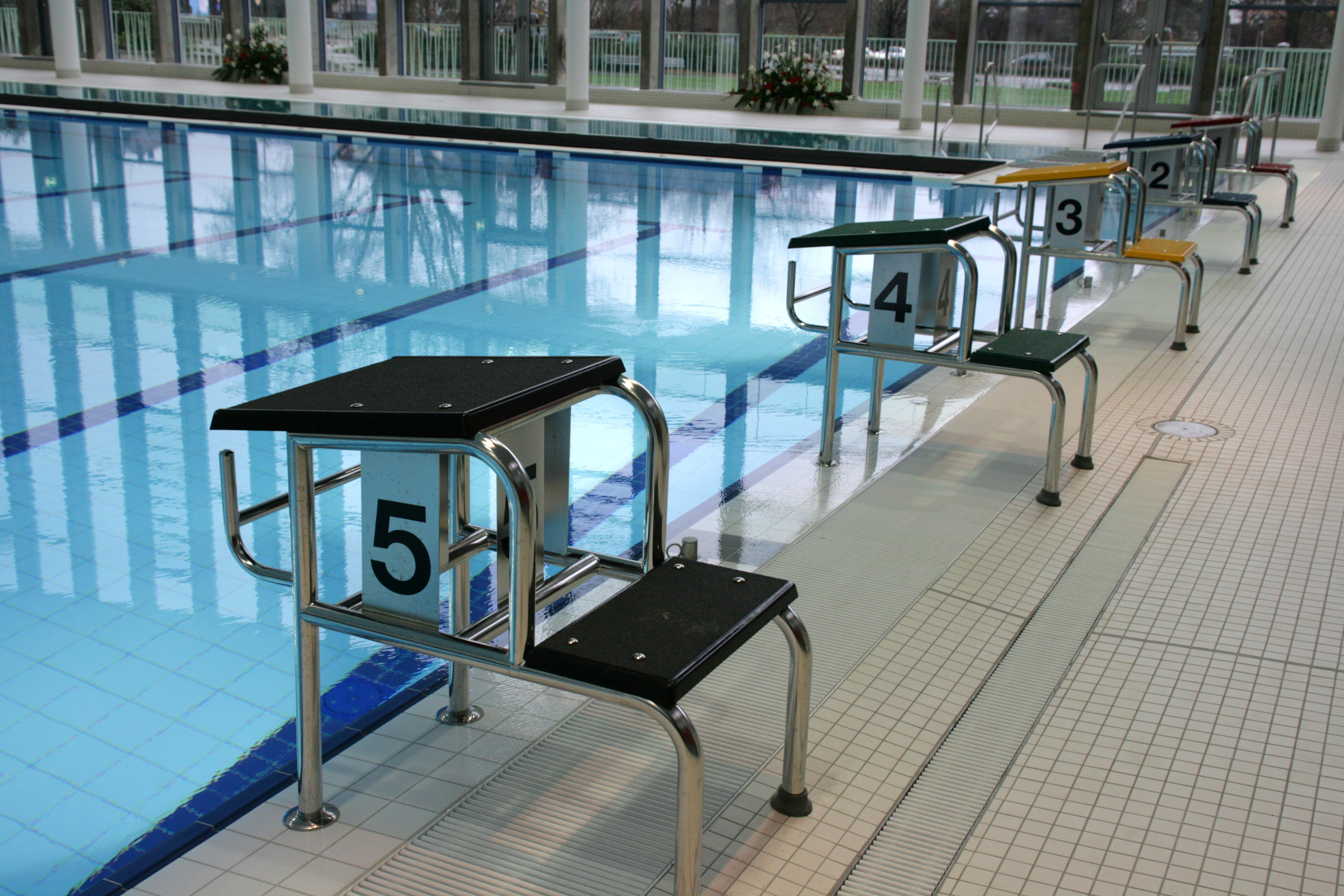
Startblöcke in der Wuppertaler Schwimmoper

Ein Startblock oder Startsockel ist die „Startvorrichtung“ im Schwimmsport.

## Anforderungen
Die technische und sicherheitstechnischen Anforderungen an Konstruktion und Prüfungsverfahren von Startblöcken sind ergänzend zur EN 13451-1 in der EN 13451-4 („Zusätzliche besondere sicherheitstechnische Anforderungen und Prüfverfahren für Startblöcke“) geregelt.
Der internationale Schwimmsportverband World Aquatics, legt zudem Bestimmungen zur Beschaffenheit der Startblöcke fest, die von den Nationalen Fachverbänden, wie dem Deutschen Schwimm-Verband, in ihr eigenes Regelwerk übernommen werden. Damit müssen Startblöcke bestimmten Anforderungen genügen, um zur Austragung von nationalen oder internationalen Schwimmwettkämpfen geeignet zu sein. Bei regionalen Veranstaltungen können geringere Maßstäbe angesetzt werden.
Die World Aquatics Competitions Regulations der World Aquatics macht Angaben zu Starting platforms für Wettkämpfe nach World Aquatics-Regeln. Nach diesen dürfen Startblöcke keine federnde Wirkung haben. Die Absprungfläche darf sich mindestens 50 und höchstens 75 Zentimeter über dem Wasserspiegel befinden und muss mindestens 50 × 50 cm groß und rutschhemmend sein. Deren Neigung sollte 10 Grad nicht übersteigen. Zudem sind Griffmöglichkeiten für die Starter vorgesehen, sowohl für den Vorwärts- als auch den Rückenstart. Die Stange für den Rückenstart soll in einer Höhe zwischen 30 cm und 60 cm über der Wasseroberfläche angebracht sein.
Startblocke können auf einer oder auf beiden Seiten eines Schwimmbeckens stehen. Üblicherweise gibt es pro Bahn einen Startblock, der deren Nummer trägt. Gibt es nur eine Reihe Startblöcke, soll sich die Bahn mit der kleinsten Nummer (0 oder 1) in Blickrichtung zum Becken rechts befinden.

## Bauformen

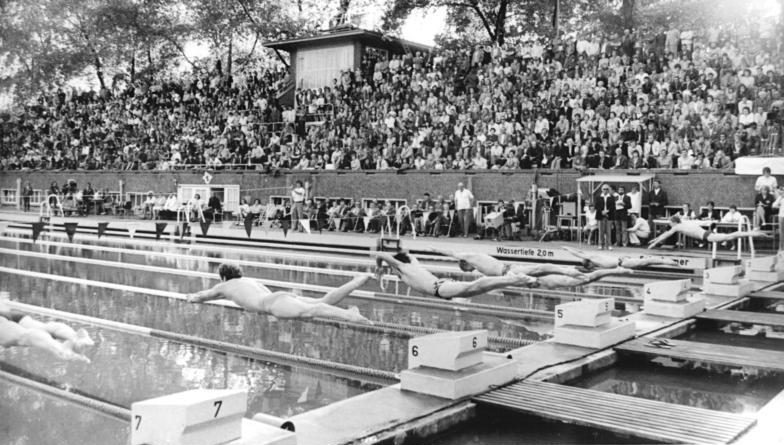
Startblöcke 1974 bei den DDR-Meisterschaften im Sportschwimmen

Ältere Startblöcke waren häufig massive Stein- oder Betonblöcke und verfügten noch nicht über Handgriffe für die Frontalstarter. Durch die damit einhergehenden schlechten Absprungeigenschaften werden sie bei der Sanierung von Sportbädern oft durch neuere Modelle ersetzt. Startblöcke können außerdem aus Kunststoff oder Edelstahl gefertigt sein, häufig ist die Absprungplatte für besseren Halt speziell beschichtet. Je nach Höhe des Blocks und des Schwimmbeckens zum Umlauf sind Trittstufen hinter oder seitlich der Plattform angebracht.

## Zusätzliche Ausstattungen
Seit den 2000er Jahren haben sich mehrere Neuerungen in Bezug auf Startblöcke durchgesetzt. Bei nationalen und internationalen Wettkämpfen sind diese inzwischen größtenteils verpflichtend, während bei kleinen Veranstaltungen sehr oft herkömmliche Startblöcke eingesetzt werden.

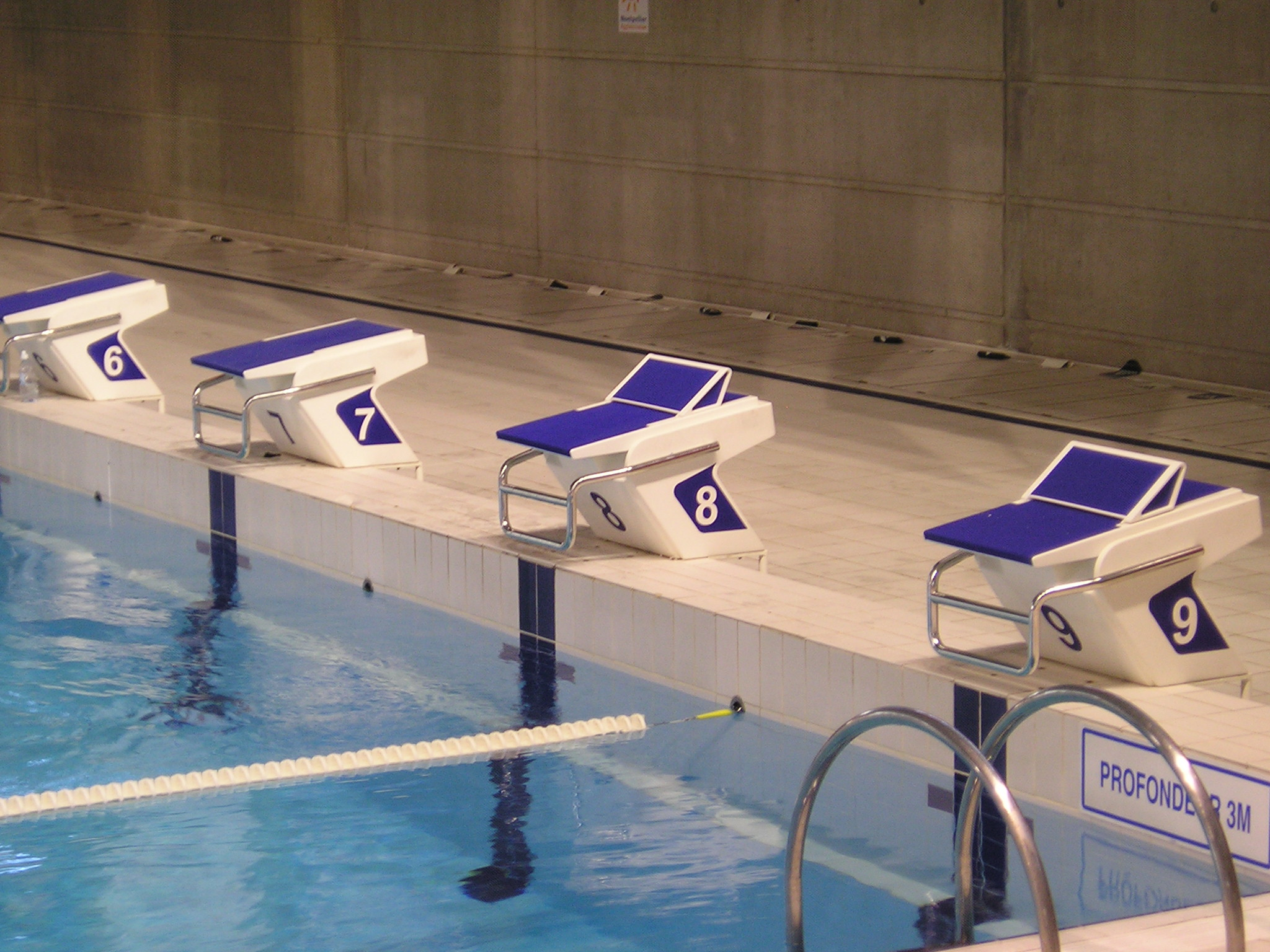
Moderne Startblöcke mit verstellbarer Fußstütze

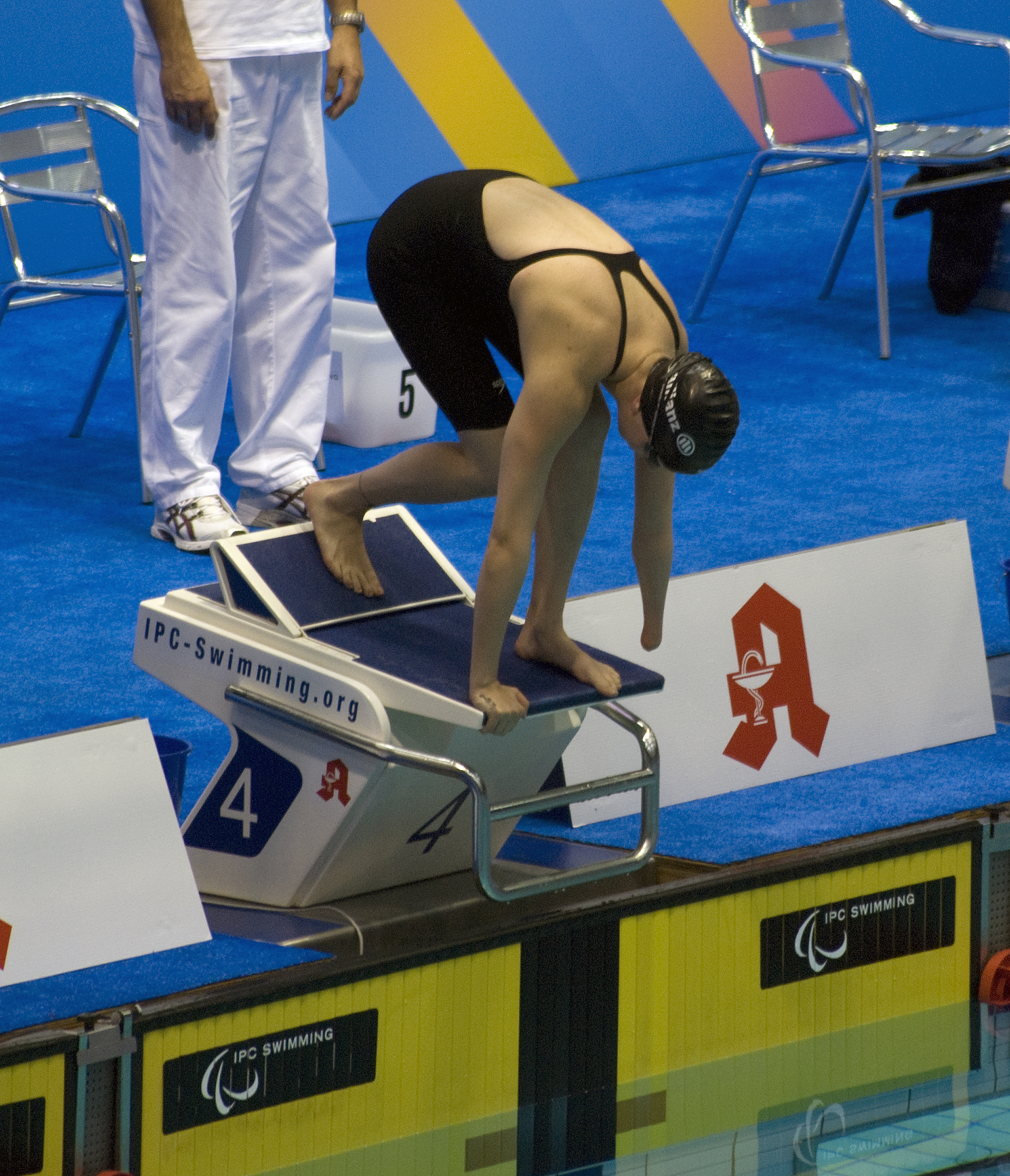
Louise Watkin auf dem Startblock bei den Para-Schwimmeuropameisterschaften 2011 in Berlin

Bei den Olympischen Sommerspielen 2008 in Peking wurden erstmals Startblöcke mit verstellbarer hinterer Fußstütze und höherer Plattformneigung erprobt. Diese sind den Startblöcken im Laufsport nachempfunden und von der Omega SA patentiert. Offiziell zugelassen wurden sie ab 2010. Die Fußstütze ermöglicht einen besseren Absprung bei Schrittstarts.
Im Jahr 2013 wurde auch eine Fußstütze für den Rückenstart ersterprobt. Die „Rückenstarthilfe“ genannte Vorrichtung besteht hauptsächlich aus einer Querleiste, die kurz unter der Wasseroberfläche an der Beckenwand hängt und bei Starts aus dem Wasser auf dem Block befestigt wird. Durch die dadurch veränderte Position der Füße an der Wand wird der Absprung verbessert und die Gefahr des Abrutschens an der senkrechten Wand vermindert. Noch 2013 wurden die Rückenstarthilfen von der World Aquatics im Regelwerk erlaubt. Seit 2015 können die Rückenstarthilfen auch in Deutschland eingesetzt werden.
Moderne Startblöcke können zudem die Reaktionszeit der Sportler zwischen dem Startsignal und dem eigentlichen Absprung und damit auch Frühstarts feststellen. Bei Staffelwettkämpfen kann die Zeitdifferenz des Anschlags an einer elektronischen Anschlagmatte zum Absprungzeitpunkt am Startblock dazu genutzt werden, regelwidrige (verfrühte) Staffelwechsel zu erkennen.